# Widliczka Martensa
Widliczka Martensa (Selaginella martensii Spring) – gatunek roślin z rodziny widliczkowatych (Selaginellaceae). Pochodzi z Ameryki Środkowej (Gwatemala, Kostaryka, Panama) i Meksyku (stany San Luis Potosi, Chiapas, Oaxaca, Veracruz). Jest uprawiana w wielu krajach świata.

## Morfologia
Niewielka roślina, w uprawie mieszkaniowej osiągająca wysokość około 5 cm i szerokość do 25 cm. Składa się z dychotomicznie rozgałęziających się łodyg i listków, na których powstają zarodnie z zarodnikami. Wodę pobiera za pomocą bezzieleniowych języczków wyrastających u nasady listków.

## Zastosowanie i uprawa
ZastosowanieJest wrażliwa na przymrozki (strefy mrozoodporności 9-11), z tego względu w Polsce jest uprawiana głównie jako roślina pokojowa. Przy zapewnieniu jej odpowiednich warunków jest rośliną długowieczną.
WymaganiaJest trudna w uprawie, gdyż wymaga stałej i dużej wilgotności. Ziemia w doniczce musi być stale wilgotna, a roślinę należy codziennie spryskiwać kilka razy wodą. Nawet krótkotrwałe przesuszenie powoduje zasychanie i obumieranie pędów, które po podlaniu już nie odzyskują turgoru. Najlepiej rośnie przy świetle rozproszonym; bezpośrednie oświetlenie słoneczne jej szkodzi, ale w zbyt ciemnym pomieszczeniu też rośnie źle. Optymalna temperatura to 21-25oC. Poniżej 18o C następuje zahamowanie wzrostu, a nawet obumieranie rośliny. Jako podłoże najlepsza jest żyzna, próchniczna ziemia z drenażem na dnie doniczki. Dobrze rośnie w szklanych balonach oraz oknach kwiatowych.
PielęgnacjaSadzić należy w płytkiej doniczce, gdyż roślina zakorzenia się bardzo płytko. Nie wymaga przesadzania, chyba że doniczka była zbyt mała i roślina rozrosła się znacznie poza jej obrys. W pierwszym roku po posadzeniu nie nawozi się, później nawozi się 4-6 razy w roku rozcieńczonymi nawozami wieloskładnikowymi (dawką o połowę słabszą od zalecanej). Konieczne regularne podlewanie miękką wodą i skrapianie rośliny wodą.
RozmnażanieWiosną i latem przez podział rozrośniętych okazów lub przez sadzonki pędowe, które ukorzeniają się dość łatwo. Sadzonki przykrywa się przez kilka dni folią. W uprawie pokojowej rzadko wytwarza zarodniki